# 오이카와촌 (지바현)
오이카와촌(老川村)은 지바현 이스미군에 일찍이 존재했던 촌이다.

## 지리
- 현・오타키정에 서부 해당한다.
- 마을은 요로강 상류지역과 수원에 위치하고 있으며, 요로계곡, 아와마타 폭포 등이 있다.
- 보소구릉에 위치하여 마을의 대부분이 산으로 이루어진 지형이다.

## 역사
- 1889년 4월 1일 - 정촌제 시행에 의해 이스미군 오이카와촌이 성립하였다.
- 1889년 - 오이카와 초등학교가 신설되었다.
- 1954년 10월 5일 - 구 오타키정, 후사모토정, 니시하타촌, 가미타키촌과 합병해, 현재의 오타키정이 성립해, 오이카와촌은 소멸하였다.

## 인구
| 1891년 | 1,973 |
| 1917년 | 2,459 |
| 1954년 | 2,582 |

## 행정
현직자명, 의원수는 1954년 10월 5일 당시의 것이다.
- 촌장 : 야마구치 츠네지
- 조역 : 미즈노 덴이치
- 수입역 : 다나카 사부로예몬
- 의원 수 : 16명

## 참고문헌
- 大多喜町史編さん委員会編『大多喜町史』、大多喜町、1991年
- 角川日本地名大辞典編纂委員会『가도카와 일본 지명 대사전 12 千葉県』、가도카와 쇼텐、1984年 ISBN 4-04-001120-1
- 『大多喜町行政のあゆみ』　発行日 : 2004年9月、発行 : 千葉県大多喜町、編集 : 大多喜町総務課、制作 : 株式会社ぎょうせい